# یافتن فارستر
یافتن فارستر (به انگلیسی: Finding Forrester) فیلمی در ژانر درام به کارگردانی گاس ون سنت محصول سال ۲۰۰۰ است. از بازیگران این فیلم می‌توان به‌ شان کانری و راب براون اشاره کرد.
اگرچه این فیلم بر اساس یک داستان واقعی ساخته نشده‌است، منتقدان سینمایی شخصیت به تصویر کشیده شده توسط کانری را با زندگی واقعی جی. دی. سلینجر مقایسه کرده‌اند. کانری بعداً تصدیق کرد که الهام‌بخش نقش او در واقع سلینجر بوده است.